# Oggetto del contratto
L'oggetto del contratto è un requisito essenziale del contratto come disposto dall'art. 1325 del codice civile italiano, e la cui mancanza comporta ai sensi dell'art. 1418 la nullità dell'intero contratto.
Il termine oggetto può avere diverse valenze. Esso può anzitutto indicare il diritto sul quale il negozio dispone, oppure può essere inteso quale sinonimo di contenuto del contratto (in questo secondo significato non comprenderà anche le locuzioni irrilevanti ai fini della produzione di effetti - ad esempio, le frasi introduttive).

## Requisiti dell'oggetto
Il codice civile italiano all'art. 1346 stabilisce che l'oggetto deve essere:
- Possibile: la possibilità è intesa sia in senso materiale che in senso giuridico. Ad esempio è impossibile giuridicamente un contratto che abbia ad oggetto la vendita di un bene demaniale, o di un immobile abusivo.
- Lecito: è illecito ad esempio il contratto che abbia come oggetto la prestazione di un'attività di un pubblico ufficiale che l'ufficiale stesso avrebbe il dovere di compiere in virtù del suo ufficio.
- Determinato o determinabile: è sufficiente che il contratto contenga già i criteri che consentiranno la determinazione al più tardi al momento dell'esecuzione (es. ti vendo del grano il cui prezzo sarà determinato dal prezzo del grano alla borsa merci di New York alla stessa data della scadenza dell'obbligazione per la consegna). La determinazione dell'oggetto può anche essere affidata ad un terzo.

| Controllo di autorità | Thesaurus BNCF 55579 |